# Nemo (Vulkan)
Der Nemo (russisch Немо, englisch: Nemo Peak) ist einer von zwei Vulkanen auf der Kurilen-Insel Onekotan.
Der Vulkan findet sich am Rand zweier ineinander übergehenden Calderen. Die maximale Höhe beträgt 1018 m. Am Nordende befindet sich der Tschornoje-See (чёрное озеро, „schwarzer See“). Die letzten Eruptionen des Vulkans ereigneten sich 1938, ältere Eruptionen sind auch aus der Mitte des 18. Jahrhunderts bekannt. Der zweite Vulkan der Insel heißt Krenizyn.